# 托雷曼萨纳斯
托雷曼萨纳斯，是西班牙巴伦西亚自治区阿利坎特省的一个市镇。总面积37km2，总人口704人（2001年），人口密度19人/km2。